# Do You Hear the People Sing?
〈Do You Hear the People Sing?〉(민중의 노래가 들리는가?, 프랑스어: À la volonté du peuple, '민중의 의지에 따라') 또는 〈민중의 노래〉는 1980년 뮤지컬 《레 미제라블》의 가장 유명하고 대표적인 노래 중 하나이며 뮤지컬의 시작과 마지막 부분에서 두 번씩 불린다.
이 노래는 뮤지컬에서 뿐만 아니라 2012년에 개봉한 뮤지컬 영화 《레미제라블》에서 배우 에런 트베이트와 에디 레드메인 등에 의해 불렸다.

## 개요
클로드 미셸 쇤베르그가 작곡한 이 노래는 알랭 부블리유(Alain Boublil)와 장-마크 나텔(Jean-Marc Natel)이 불어 작사를 했으며, 허버트 크레츠머가 영어 작사를 했다. 이 노래는 뮤지컬 1막 중  ABC 카페에서 앙졸라와 다른 학생들이 장 막시밀리앙 라마르크의 장례 행렬 중에 파리 거리에서 반란을 일으킬 준비를 하면서 처음으로 부른다. 이 노래는 피날레에서 뮤지컬의 마지막 곡 또는 다 카포로 다시 불린다. 장 발장과 다른 사람들의 곡 바로 뒤에 이어지는 이 두 번째 버전은 수정된 가사를 붙여 전체 출연진이 부르며, 각 연마다 점점 더 크고 우레와 같은 소리가 난다.
이 곡은 민중들이 역경을 극복하라는 혁명적인 호소를 담고 있다. 노래에서 언급되는 "바리케이드"는 뮤지컬 2막에서 반군 학생들이 파리의 거리에 세운 것이다. 그들은 국민방위군을 전투에 끌어들여 시민봉기를 일으켜 정부를 전복하려고 했지만, 결국 실패로 끝났다. 마지막 부분에서 노래는 모든 인류가 평화, 자유, 해방으로 가득 찬 세상을 기대하는 엄숙한 찬송가로 전환되어 불린다.

### 다양한 언어로 불리다
- 뮤지컬 《레 미제라블》의 원래 프랑스 버전은 전체 앙상블이 이 노래를 부르는 것으로 끝나지 않았고, 나중에 영어 버전으로 개편되면서 뮤지컬의 피날레 곡이 되었다. 2024년 하계 올림픽 개막식 중 제3부 "Liberté"(자유)를 소개하는 영상에서 출연진들이 명화 《민중을 이끄는 자유의 여신》 구도를 취하며 불어로 〈Do You Hear the People Sing?〉을 불렀다.[1][2]
- 1995년 뮤지컬 《레 미제라블》 10주년을 기념하는 특별 콘서트에서 장 발장 역을 맡았던 전 세계 17명의 배우들이 〈Do You Hear the People Sing?〉을 각자 국가의 언어(영어, 프랑스어, 독일어, 일본어, 헝가리어, 스웨덴어, 폴란드어, 네덜란드어, 노르웨이어, 체코어, 덴마크어, 아이슬란드어 등)로 한 구절씩 불렀다.[3]
- 2013년 튀르키예의 반정부 시위인 게지 공원 시위 중 Duyuyor Musun Bizi İşte Çapulcu'nun Sesi로 각색되어 불렸다.[4]

- 중국어권 국가/지역에는 이 노래의 버전이 다양하게 있다. 인기 있는 중국어(표준 중국어/普通话) 버전인 '民众呐喊'(민중의 아우성)[5]은 오리지널 영어 가사에 충실한 단일 번역본이다. 다른 중국어 방언으로는 광둥어(問誰未發聲)와 대만어(你敢有聽着咱的歌) 버전이 있는데 이 두 버전은 영어 가사의 방언 번역과 정치적 시위에 대한 특정 언급이 혼합되어 있다.(아래 참조)
- 2013년 6월 아랍의 봄 이후, 이 노래는 아랍어로 각색되어 《Arab Idol 시즌 2》의 마지막 에피소드에서 아랍권 국가에서 온 27명의 참가자가 모두 함께 불렀으며, 제목은 "억압받는 자들의 목소리를 들어라"(아랍어: سامع صوت المقهورين)이다.[6] 이집트 연극 팀인 파브리카(Fabrica)가 이집트 방언으로 각색한 버전(이집트 아랍어: سامع صوت الجماهير)도 있다.[7] 이 노래는 뮤지컬에 등장하는 몇 안 되는 곡 중 하나로, 2013년 6월 14일에 이집트의 TV쇼인 Al Bernameg 시즌3 27화에서 방영되었다.[8]

### 시위 노래로 불리다
〈Do You Hear the People Sing?〉은 1832년 파리 6월 봉기를 배경으로 한 《레 미제라블》에서 민중들이 시위하며 부르는 곡으로 나오는데, 이후 전세계 여러 시위에서 봉기와 항의의 목소리를 내는 대표적인 노래로 불리게 되었다.

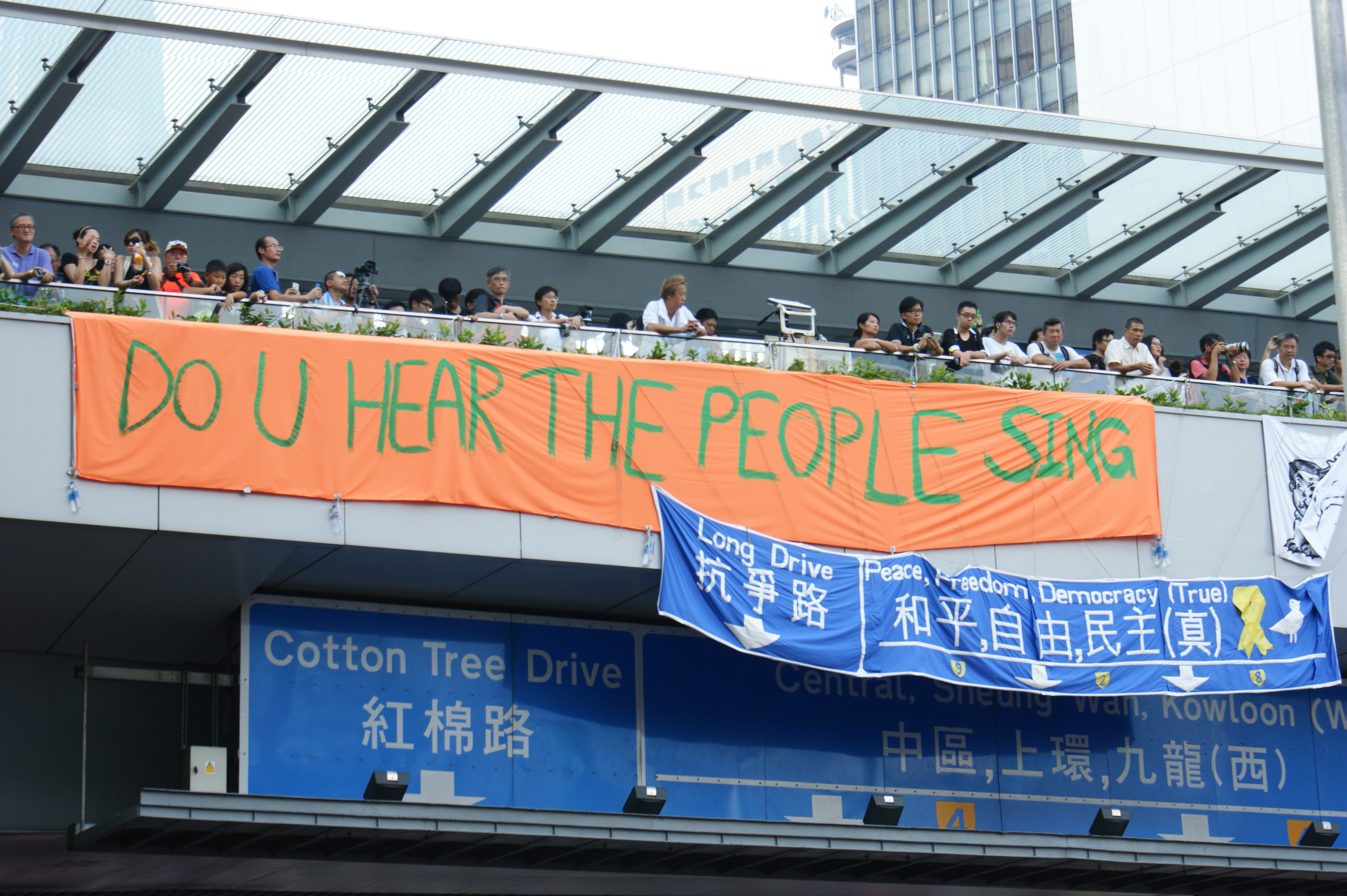
이 노래의 제목은 2014년 홍콩 시위에서 슬로건으로 사용되었다.

이 노래는 실제 시위에서 사용하기 위해 광둥어와 대만어로 비공식적으로 각색한 버전도 있는데, 대표적으로 2014년 5월에 광둥어로 "사랑과 평화의 중완 점령"이라는 뜻의 "問誰未發聲"(반대를 외치지 않은 사람에게 묻기, Asking Who That Hasn't Spoken Out)과 대만어로 써진 "Lí Kám Ū Thiann-tio̍h Lán Ê Kua"(你敢有聽着咱的歌)가 있다.
이 노래는 2019년 9월 홍콩 시위에서도 들을 수 있었는데, 당시 중학교 개교식에서 학생들이 국가에 맞춰 이 노래를 불렀다. 이 노래는 반인도법안 시위에서 널리 사용되었기 때문에 QQ 음악을 비롯한 중국 본토의 음악 플랫폼에서 제거되었고, 후에는 영어 버전도 제거되었다.
영국의 《데일리 텔레그래프》는 앞서 언급한 광둥어와 대만어 편곡 외에도 이 노래가 "오랫동안 전 세계 시위자들의 관심을 모았다"며 2011년 위스콘신 시위, 2013년 튀르키예의 게지 공원 시위, 2013년 호주 맥도날드 매장 오픈에 대한 시위에서도 들렸다고 덧붙였다. 또한 이 노래는 TTIP 반대 시위자들이 TTIP 대회를 방해하며 이 노래를 부르는 플래시몹으로 사용되기도 했다.
이 노래는 2014년 마이단 시위를 지지하는 그룹인 Ukraine 2020이 유튜브에 이 노래의 뮤직비디오를 공개하기도 했다.
2016년에는 전국적인 박근혜 퇴진 운동의 항의가로 사용되기도 했다.
2017년에 이 노래는 필리핀의 연극 예술가 빈센트 데 제주스, 로디 베라, 조엘 사라초에 의해 필리핀어로 번역되어, 필리핀 대통령 로드리고 두테르테의 정권 하에서 운동가와 마약 용의자의 살해에 항의하는 집회에서 연주되었으며, 2022년 필리핀 대선 이후에도 다시 연주되었다.
2019~2021 이라크 시위에 참여한 이라크인들도 이 노래를 사용한 영상을 공개했다.
2020년 9월, 벨라루스 민스크의 민스크 주립 언어 대학교(MSLU) 학생 여러 명이 교육 기관 로비에서 이 노래를 부른 뒤 구금되었다. 당시 학생들은 알렉산드르 루카셴코 대통령의 논란이 된 재선 이후 시위를 벌이고 있었다.
2022년 4월에는 스리랑카 시위에서 고타바야 라자팍사 대통령 정부에 대한 항의 노래로 사용되었다.
2022년 4월, 2022년 상하이 코로나19 발병으로 인한 봉쇄에 항의하는 의미로 2012년에 개봉한 영화 《레미제라블》 버전의 노래 클립이 트위터에 유포되었다. 이 영상은 결국 중국 정부에 의해 더 이상의 시위를 막기 위해 차단되었다.
2024년 12월 윤석열 대통령 퇴진 시위에서도 뮤지컬 배우들에 의해 불리었다.

### 정치에서의 활용
도널드 트럼프는 2016년 9월 16일 대선 캠페인 기간 중 마이애미에서 열린 집회에서 'Les Déplorables'이라는 패러디 제목으로 이 노래를 사용했다. 이는 힐러리 클린턴의 "개탄스러운 바구니"(Basket of deplorables)라는 논란이 된 문구에 대한 대응이었다. 또한 이 노래는 2022년 11월 15일 트럼프가 2024년 대선 출마를 선언하기 전에 재생된 노래 중 하나였다.

## 가사
Do you hear the people sing?
Singing the song of angry men?
It is the music of a people
who will not be slaves again!
When the beating of your heart
echoes the beating of the drums
There is a life about to start
when tomorrow comes!
Will you join in our crusade?
Who will be strong and stand with me?
Beyond the barricade
is there a world you long to see?
Then join in the fight
that will give you the right to be free!
Do you hear the people sing?
Singing the song of angry men?
It is the music of a people
who will not be slaves again!
When the beating of your heart
echoes the beating of the drums
There is a life about to start
when tomorrow comes!
Will you give all you can give
so that our banner may advance?
Some will fall, and some will live.
Will you stand up and take your chance?
The blood of the martyrs
will water the meadows of France!
Do you hear the people sing?
Singing the song of angry men?
It is the music of a people
who will not be slaves again!
When the beating of your heart
echoes the beating of the drums
There is a life about to start

when tomorrow comes!

## 같이 보기
- 영광이 다시 오길
- 임을 위한 행진곡